# Prochordata
Los procordados (Prochordata), también llamados cordados inferiores, son una agrupación parafilética del filo Cordados. Son animales marinos que incluye a todos los cordados carentes de cráneo, encéfalo (sin cabeza diferenciada) y columna vertebral, y por tanto, deben considerarse invertebrados. Presentan notocorda (cuerda dorsal) en alguna fase de su vida, un elemento fundamental de sostén del cuerpo, mientras que en la mayoría de vertebrados la notocorda está substituida por la columna vertebral. Son los cordados más primitivos.
Entre los procordados se incluían tres  subfilos, los cefalocordados, los urocordados y los hemicordados.[cita requerida]
En los procordados, el aparato circulatorio es abierto (algunos, como los cefalocordados, carecen de corazón). Su forma de alimentación es mediante filtración a través de las hendiduras branquiales. La forma de reproducción varía; en los cefalocordados los sexos están separados (dioicos), mientras que los urocordados son hermafroditas. Los hemicordados son marinos y aparecen como gusanos solitarios (Enteropneusta) o como colonias con forma de hidroides y zooides diminutos (Pterobranchia).

## Filogenia
Las relaciones filogenéticas entre los grupos de procordados son, según Hickman, las siguientes:
|  | Cephalochordata                                            |
|  |                                                            |
|  | \| \| Urochordata \| \| \| \| \| \| Vertebrata \| \| \| \| |
|  |                                                            |
|  | Urochordata                                                |
|  |                                                            |
|  | Vertebrata                                                 |
|  |                                                            |

|  | Urochordata |
|  |             |
|  | Vertebrata  |
|  |             |

|  | Cephalochordata                                            |
|  |                                                            |
|  | \| \| Urochordata \| \| \| \| \| \| Vertebrata \| \| \| \| |
|  |                                                            |
|  | Urochordata                                                |
|  |                                                            |
|  | Vertebrata                                                 |
|  |                                                            |

|  | Urochordata |
|  |             |
|  | Vertebrata  |
|  |             |

|  | Cephalochordata                                            |
|  |                                                            |
|  | \| \| Urochordata \| \| \| \| \| \| Vertebrata \| \| \| \| |
|  |                                                            |
|  | Urochordata                                                |
|  |                                                            |
|  | Vertebrata                                                 |
|  |                                                            |

|  | Urochordata |
|  |             |
|  | Vertebrata  |
|  |             |

|  | Cephalochordata                                            |
|  |                                                            |
|  | \| \| Urochordata \| \| \| \| \| \| Vertebrata \| \| \| \| |
|  |                                                            |
|  | Urochordata                                                |
|  |                                                            |
|  | Vertebrata                                                 |
|  |                                                            |

|  | Urochordata |
|  |             |
|  | Vertebrata  |
|  |             |